# Karen Olsen Beck
 Rita Karen Olsen Beck (Copenhague, Dinamarca, 31 de enero de 1933) es una arquitecta, socióloga, política y diplomática de origen danesa-estadounidense naturalizada costarricense.

## Biografía
Nació en Nueva York, Estados Unidos, el 31 de enero de 1930. Hija de Walter Olsen y Karen Beck, familia neoyorkina de origen danés-estadounidense.
Activista por los Derechos Civiles que buscaban poner fin a la segregación racial en Estados Unidos, Olsen conoció al presidente de Costa Rica, José Figueres (quien casualmente abolió la segregación racial en su país en 1948) mientras daba una conferencia en la Universidad de Columbia. Se casó con él siendo presidente por lo que la noticia fue cubierta por la Revista TIME. 
Fue diputada por el Partido Liberación Nacional en el período 1990-1994 y fue nombrada por su hijo Figueres Olsen como asesora presidencial y diplomática representante del país en distintos espacios internacionales durante la administración de este. También ejerció cargos como embajadora de Costa Rica en Israel. Como es usual, realizó distinto trabajo filantrópico cuando fue primera dama. Actualmente es presidenta de la Fundación José Figueres Ferrer para el Desarme, la Paz, la Libertad y el Desarrollo Sostenible.

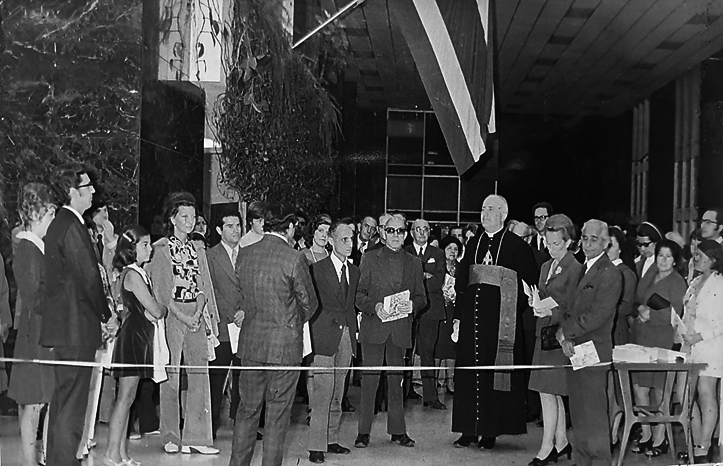
Exposición de arte en el Banco Central de Costa Rica, inauguración de la presentación de obra de Pedro Gross El Infierno del Mundo 1974. Pioneros del mensaje de concienciación mundial, mediombiental y por la sostenibilidad. En la imagen el presidente D. Pepe Figueres, Karen Olsen y autoridades

Fue esposa de José Figueres Ferrer quien fuese presidente de Costa Rica en dos ocasiones por medios electorales y en una de facto, y madre de José María Figueres, quien también sería presidente de la República. Olsen ha ejercido distintos cargos públicos incluyendo diputada de la Asamblea Legislativa, embajadora y dos veces primera dama.